# Russell Stannard
Pour les articles homonymes, voir Stannard.
Russell Stannard (né le 24 décembre 1931 et mort le 4 juillet 2022) est un professeur émérite de physique à l'Open University. Il a été décoré en 1998 de l'ordre de l'Empire britannique pour ses "contributions à la physique, à l'Open University et à la vulgarisation de la science" et en 1999 de la Médaille Bragg et d'un prix de l'Institut de Physique pour sa "contribution de qualité à l'enseignement des sciences.
Ses travaux portent sur l'énergie nucléaire et ses applications, les structures profondes de la matière et les propriétés liées de l'espace et du temps. Il est marié à Maggy Stannard, dont il a eu quatre enfants (plus trois d'un précédent mariage) et douze petits-enfants. Il s'intéresse en outre à la sculpture et a exposé plusieurs fois ses œuvres.

## Carrière
- 1950-1956 : il étudie la physique à l'University College de Londres sanctionnée par un Baccalauréat en sciences (Special Physics) en 1953 et un doctorat en 1956.
- 1960-1969 : lecturer à l'University College de Londres.
- 1969-1971 : reader[2] à l'Open University.
- 1971-1997 : professeur de physique à l'Open University.
- 1971-1992 : directeur du département de physique de l'Open University.
- 1974-1976 : vice-chancelier de l'Open University
- 1987-1988 : invité d'honneur du centre de théologie de l'Université de Princeton.
- 1987-1991 : vice-président de l'Institut de Physique.
- 1993-1999 : trustee de la Fondation John Templeton.
- 1999 : professeur émérite de physique à l'Open University.

## Publications
Russell Stannard participa à nombre d'émissions télévisées et publia un grand nombre d'ouvrages, souvent récompensés par des prix littéraires.

### Science et religion
En tant que croyant, Russel Stannard s'est beaucoup interrogé sur le lien entre la science et la religion.
- Science and the Renewal of Belief
- Grounds for Reasonable Belief
- Doing Away With God
- Ecriture des chapitres Evidence of Purpose, How Large is God? et Spiritual Evolution dans le livre Science and Wonders .
- The God Experiment et Faber/HiddenSpring d'après les ouvrages de Gifford.

### Vulgarisation
Russell Stannard a publié onze ouvrages de vulgarisation. Il a été traduit en dix-huit langues. Ses principaux ouvrages sont :  
- la trilogie de l'Oncle Albert (The Time and Space of Uncle Albert[3], Black Holes and Uncle Albert[4] et Uncle Albert and the Quantum Quest[5]) qui relate les travaux d'Albert Einstein pour les enfants de 9-12 ans.
- Une réactualisation du M. Tompkins[6] de George Gamow.
- Les chatons savants petits chimistes ou La science expliquée aux tout-petits[7]
- The Curious History of God
- Our Physical Universe